# سایرن (بازیگر پورنوگرافی)
سایرن (انگلیسی: Syren؛ زاده ۲۱ مهٔ ۱۹۷۱) یک بازیگر پورنوگرافی اهل ایالات متحده آمریکا است.